# St.-Peter-Universität (Jersey City)
Die St.-Peter-Universität (Latein: Universitas Sancti Petri; englisch: Saint Peter’s University) ist eine jesuitische Hochschule in
Jersey City, New Jersey, USA. Die Hochschule ist hervorgegangen aus dem von Jesuiten 1872 gegründeten Saint Peter’s College.
In über 60 Studienprogrammen werden circa 3500 Studenten an folgenden Fakultäten ausgebildet:
- College of Arts and Sciences
- School of Nursing
- Caulfield School of Education
- Frank J. Guarini School of Business

Die Hochschule ist Mitglied der Association of Jesuit Colleges and Universities.